# Elemento mononuclidico

In verde gli elementi mononuclidici e monoisotopici (19), in arancione e rosso quelli mononuclidici ma radioattivi

Un elemento mononuclidico (detto anche elemento monotopico o mononucleico) è uno dei 22 elementi chimici ritrovabile naturalmente sulla Terra essenzialmente come un singolo nuclide (stabile o meno). Questo singolo nuclide ha una caratteristica massa atomica, per cui l'abbondanza isotopica naturale dell'elemento è dominata o da un solo isotopo stabile oppure da uno con una lunga vita media. Alla prima tipologia appartengono 19 elementi (monoisotopici e mononuclidici), mentre 3 (bismuto, torio e protoattinio) rientrano nella seconda categoria (mononuclidici ma non monoisotopici, dato che hanno zero nuclidi stabili invece che uno).
Dei 26 elementi monoisotopici che, per definizione, hanno un solo isotopo stabile, ne esistono 7 (26 - 19 = 7) che non sono considerati mononuclidici per la presenza di una frazione significativa di un radioisotopo primordiale (dalla lunga vita media). Questi elementi chimici sono vanadio, rubidio, indio, lantanio, europio, renio e lutezio.

## Utilizzi nella metrologia
Gli elementi mononuclidici hanno un'importanza scientifica perché le loro masse atomiche si possono misurare con grande accuratezza, visto che si ha una minima incertezza associata all'abbondanza di altri isotopi presenti in un dato campione. In altre parole, per questi elementi la massa atomica standard e la massa atomica coincidono perfettamente.
In pratica, solo 11 dei 22 elementi mononuclidici sono usati nella metrologiaː Al, Bi, Cs, Co, Au, Mn, P, Sc, Na, Tb, Th.
Nella spettroscopia di risonanza magnetica nucleare (NMR) i nuclei stabili più sensibili sono l'idrogeno-1 (1H), il fluoro-19 (19F) e il fosforo-31 (31P). Il fluoro e il fosforo sono monoisotopici e l'idrogeno quasi monoisotopico.

## Contaminazione con tracce di isotopi instabili
Concentrazioni in tracce di isotopi instabili di alcuni elementi mononuclidici si possono rinvenire in campioni naturali. Per esempio il berillio-10 (10Be), con un tempo di dimezzamento di 1,4 milioni di anni, è prodotto dai raggi cosmici negli strati superiori dell'atmosfera terrestre; lo iodio-129 (129I), con un temo di emivita di 15,7 milioni di anni, è prodotto attraverso vari meccanismi nucleari di natura cosmologica; il cesio-137 (137Cs), con un tempo di dimezzamento di 30 anni circa, è generato per fissione nucleare. Questi isotopi sono usati in diversi settori analitici e forensi.

## Lista completa dei 22 elementi mononuclidici
La seguente tabella elenca i 22 elementi mononuclidici in accordo con i dati estratti da Atomic Weights and Isotopic Compositions (J.S. Coursey, D.J. Schwab, R.A. Dragoset, National Institute of Standards and Technology, 2005).
| Elemento     | Nuclide | Z (p) | N (n) | Massa isotopica (u) | Note          |
| ------------ | ------- | ----- | ----- | ------------------- | ------------- |
| Berillio     | 9Be     | 4     | 5     | 9.012 182(3)        |               |
| Fluoro       | 19F     | 9     | 10    | 18.998 403 2(5)     |               |
| Sodio        | 23Na    | 11    | 12    | 22.989 770(2)       |               |
| Alluminio    | 27Al    | 13    | 14    | 26.981 538(2)       |               |
| Fosforo      | 31P     | 15    | 16    | 30.973 761(2)       |               |
| Scandio      | 45Sc    | 21    | 24    | 44.955 910(8)       |               |
| Manganese    | 55Mn    | 25    | 30    | 54.938 049(9)       |               |
| Cobalto      | 59Co    | 27    | 32    | 58.933 200(9)       |               |
| Arsenico     | 75As    | 33    | 42    | 74.921 60(2)        |               |
| Ittrio       | 89Y     | 39    | 50    | 88.905 85(2)        |               |
| Niobio       | 93Nb    | 41    | 52    | 92.906 38(2)        |               |
| Rodio        | 103Rh   | 45    | 58    | 102.905 50(2)       |               |
| Iodio        | 127I    | 53    | 74    | 126.904 47(3)       |               |
| Cesio        | 133Cs   | 55    | 78    | 132.905 45(2)       |               |
| Praseodimio  | 141Pr   | 59    | 82    | 140.907 65(2)       |               |
| Terbio       | 159Tb   | 65    | 94    | 158.925 34(2)       |               |
| Olmio        | 165Ho   | 67    | 98    | 164.930 32(2)       |               |
| Tulio        | 169Tm   | 69    | 100   | 168.934 21(2)       |               |
| Oro          | 197Au   | 79    | 118   | 196.966 55(2)       |               |
| Bismuto      | 209Bi   | 83    | 126   | 208.980 38(2)       | (radioattivo) |
| Torio        | 232Th   | 90    | 142   | 232.038 1(1)        | (radioattivo) |
| Protoattinio | 231Pa   | 91    | 140   | 231.035 88(2)       | (radioattivo) |